# Kronologija Domovinskog rata: listopad 1995.

### 1. listopada
- Predsjednik Tuđman primio u Zagrebu pomoćnika državnog tajnika SAD-a Richarda Holbrookea, koji je naglasio američku potvrdu hrvatske cjelovitosti, uz mirnu reintegraciju istočne Slavonije u Republiku Hrvatsku. SAD apsolutno prihvaća činjenicu da je istočna Slavonija dio Hrvatske i to je iskazano u svim službenim američkim dokumentima, rekao je Holbrooke.[1]
- Nakon obilaska hrvatskih područja oslobođenih u Oluji, pomoćnik američkog državnog tajnika za ljudska prava John Shattuck rekao novinarima u Zagrebu da ljudska prava moraju biti u središtu pozornosti.[1]
- Još ne znamo sudbinu 2.850 zatočenih, nestalih i nasilno odvedenih hrvatskih branitelja i civila u srpsko-crnogorskoj agresiji na Hrvatsku, rekao u intervjuu za Večernji list potpredsjednik hrvatske Vlade prof. dr. Ivica Kostović.[1]
- Točno prije četiri godine JNA, potpomognuta rezervistima iz Srbije, Crne Gore i Hercegovine, sravnila malo hrvatsko selo Ravno u blizini Trebinja. Time je, u stvari, počeo rat u Bosni i Hercegovini.[1]

### 2. listopada
- Supredsjedatelji Međunarodne mirovne konferencije o bivšoj Jugoslaviji Thorvald Stoltenberg i američki veleposlanik u Hrvatskoj Peter Galbraith pozvali predstavnike hrvatske Vlade i lokalnih vlasti pobunjenih hrvatskih Srba na pregovore u Erdutu 3. listopada, priopćeno novinarima u Zagrebu.[1]
- U okupiranoj Baranji pojačan teror nad nesrpskim pučanstvom. Srbi dolaze u kuće koje im odrede tzv. štabovi mjesnih zajednica i jednostavno izbacuju vlasnike na ulicu.[1]
- U sarajevskoj zračnoj luci srpski vojnici pucali na vozilo slovenskog veleposlanika, a cijeli incident vojnici UNPROFOR-a mirno promatrali, bez želje da nešto poduzmu u zaštitu diplomata.[1]

### 3. listopada
- Nakon razgovora s pobunjenim Srbima u Erdutu, voda hrvatskog izaslanstva Hrvoje Šarinić rekao novinarima u Nemetinu da su utvrđena načela za daljnje razgovora, a krajnji rok za njih je 30. studenoga, dan kada završava mandat UNCRO-a. Srbi prihvatili da su istočna Slavonija, Baranja i zapadni Srijem integralni dio Republike Hrvatske, ali zasad to ne mogu potpisati.[1]
- Kao vojnik, mogu reći da je akcije Oluja Hrvatske vojske bila zadivljujuća - rekao u intervjuu za Večernji list zapovjednik multinacionalne brigade u BiH francuski general Andre Soubirou.[1]
- UNCRO nastavlja s radom u sektoru Istok, stoji u izvještaju glavnog tajnika UN-a Vijeću sigurnosti o sudbini plavaca u Hrvatskoj.[1]
- U Skopju izvršen atentat auto-bombom na predsjednika Makedonije Kiru Gligorova, u kojem je on zadobio teške ozljede glave.[1]

### 4. listopada
- Predsjednik Tuđman razgovarao u Zagrebu s američkim veleposlanikom Peterom Galbraithom o pregovorima u Erdutu između hrvatskih vlasti i srpskih pobunjenika.[1]
- U masovnoj grobnici u Suhom polju kod Kupresa, u nazočnosti međunarodnih promatrača, pronađena 34 tijela kupreških civila koje su Srbi početkom travnja 1992. mučki pobili.[1]
- Svaki pokušaj remećenja mira oko Sarajeva od strane bosanskih Srba moćno francusko i englesko topništvo Snaga za brzo djelovanje brzo sprječava, a u slučaju uzvraćanja vatre, topnički položaji Srba uništavaju se do temelja.[1]
- Novoimenovana posebna izvjestiteljica UN-a za ljudska prava na prostoru bivše Jugoslavije bivša finska ministrica obrane Elisabeth Rehn; nasljednica Tadeusza Mazowieckog, predstavila se novinarima u Ženevi.[1]
- Europska unija podržala načela iz Erdutskog sporazuma o istočnoj Slavoniji koji je Hrvatska postigla s pobunjenim Srbima.[1]
- Službena Moskva zasad šuti o dogovoru iz Erduta, kojim su dogovorena osnovna načela vraćanja istočne Slavonije, Baranje i zapadnog Srijema pod jurisdikciju suverene Hrvatske.[1]

### 5. listopada
- Vojna delegacija BiH na čelu s generalom Rasimom Delićem posjetila Ministarstvo obrane Republike Hrvatske, gdje je razgovarano o daljnjoj vojnoj suradnji.[1]
- Preko zračne luke Split u posljednjih mjesec dana otišlo iz Hrvatske oko 4.000 vojnika UNCRO-a, uglavnom pripadnika kanadskih, jordanskih i pakistanskih snaga UN-a. Sutra odlazi i 177 pripadnika kenijskog bataljuna.[1]
- NATO zrakoplovi raketirali tri srpska raketna sustava u BiH u samoobrani, nakon što su njegovi zrakoplovi bili osvijetljeni radarima, rekao glasnogovornik State Departmenta u Washingtonu Nicholas Burns.[1]
- Pomoćnik državnog tajnika SAD Richard Holbrooke razgovarao u Beogradu sa Slobodanom Miloševićem o prekidu vatre u BiH.[1]

### 6. listopada
- Mi smo za normalizaciju odnosa sa svim zemljama nastalim na tlu bivše Jugoslavije, ali Hrvatska neće pristati na uklapanje ni u kakvu balkansku ili jugoistočnu uniju, rekao na konferenciji za novinare u Zagrebu predsjednik RH dr. Franjo Tuđman.[1]
- U terorističkom napadu iz okupirane Baranje na Belišće iz snajpera ubijena dva civila.[1]
- U Rimu završen sastanak o bivšoj Jugoslaviji, a američki posrednik Richard Holbrooke istaknuo na novinarskoj konferenciji da je istočna Slavonija dio Republike Hrvatske i da međunarodna zajednica podržava njezinu mirnu reintegraciju.[1]
- Zaraćene strane u BiH potpisale sporazum o prekidu vatre, koji bi trebao stupiti na snagu 10. listopada, izjavio američki predsjednik Bill Clinton.[1]
- Glavni tajnik UN-a Ghali odlučio povući trećinu plavaca iz BiH. Tako će od 30.500 vojnika UNPROFOR-a ili Snaga za brzo djelovanje u BiH otići do kraja mjeseca njih 9.500.[1]

### 7. listopada
- U Hrvatskoj dosad pravomoćno osuđeno 165 ratnih zločinaca. Najviše presuda izrečeno zbog ratnog zločina protiv civilnog stanovništva (148) te protiv ratnih zarobljenika (11).[1]
- Nezavisna televizija Studija B iz Beograda objavila vijest o neuspjelom atentatu na Milana Martića 4. listopada u Banjoj Luci, a Šešelj je za atentat optužio srbijansku tajnu policiju kojom rukovodi Milošević.[1]
- U Varšavi završen sastanak na vrhu Srednjoeuropske inicijative, gdje je odlučeno da ad hoc radna skupina za obnovu Hrvatske i BiH postane stalnom.[1]

### 8. listopada
- Svečanim uručenjem Povelje na sjednici Gradskog vijeća u splitskom Hrvatskom narodnom kazalištu predsjednik Republike Hrvatske dr. Franjo Tuđman proglašen počasnim građaninom Splita.[1]
- Armija BiH zatražila od HVO-a vojnu pomoć nakon što su Srbi u zapadnoj Bosni krenuli u protuofenzivu i vratili neke dijelove nedavno izgubljenog područja.Pomoć je zatražena u skladu s Washingtonskim i Splitskim sporazumima.[1]

### 9. listopada
- Poslije tri i pol sata dogovaranja u američkom veleposlanstvu u Zagrebu šef hrvatskog državnog izaslanstva ing. Hrvoje Šarinić obavijestio novinare o neuspjelim pregovorima s izaslanstvom pobunjenih Srba o mirnoj reintegraciji istočne Slavonije, Baranje i zapadnog Srijema, jer Hrvatska neće pregovarati na nekakvim teritorijima, u zgradama veleposlanstva i slično, već na području suverene hrvatske države.[1]
- Pobunjeni Srbi južno od Vukovara oteli kamionet UN-a, rekao u Zagrebu glasnogovornik UN-a bojnik Donald Roy.[1]
- Vjerujem kako je sada vrijeme kad ljudska prava trebaju postati značajan dio mirovnih pregovora - rekla u intervjuu za Večernji list u Ženevi novoimenovana izvjestiteljica za ljudska prava u bivšoj Jugoslaviji Elisabeth Rehn.[1]
- Nakon što su bosanski Srbi kasetnim bombama napali izbjeglički logor u blizini Tuzle, gdje su stradala nevina djeca, Ujedinjeni narodi od NATO-a zatražili blisku zračnu potporu.[1]
- Bosanski Srbi dalekometnim projektilima napali mnoge hrvatske gradove: Đakovo, Županju, Gradište, Novu Gradišku, Novsku, Lipovljane i Okučane. Dvije osobe poginule, a desetak ih je teže i lakše ranjeno.[1]

### 10. listopada
- Srbi protjerali još 1.097 Hrvata i Muslimana iz Teslića i Banje Luke.[1]

### 11. listopada
- Hrvatske snage oslobodile Mrkonjić Grad i time zaustavile srpsku ofenzivu u sjeverozapadnoj Bosni. Armija BiH ušla u Sanski Most.[2]
- Bosanski Srbi silovito raketiraju Posavinu, samo na Okučane srpski teroristi iz Bosne ispalili osam orkana.[2]
- Vijeće sigurnosti UN odobrilo operativne aranžmane u preostalom dijelu mandata UNCRO-a.[2]
- Glavni tajnik UN-a Boutros Ghali izvijestio Vijeće sigurnosti da je Yasushi Akashi, posebni izaslanik UN-a za civilna pitanja u bivšoj Jugoslaviji, razriješen dužnosti na vlastiti zahtjev. Vijeće prihvatilo ostavku, a Akashijev nasljednik od 1. studenoga bit će ganski diplomat Kofi Annan, podtajnik za mirovne operacije.[2]

### 12. listopada
- U petodnevnom posjetu Hrvatskoj skupina najuglednijih američkih znanstvenika sudske medicine, koji će pomoći u identifikaciji žrtava. Već obišli masovne grobnice pokraj Petrinje i Kupresa.[2]
- U Zagrebu boravila izvjestiteljica Komisije za ljudska prava UN Elisabeth Rehn, te razgovarala s predstojnikom Ureda Predsjednika Republike ing. Hrvojem Šarinićem o problemu hrvatskih građana nestalih tokom srpske agresije, o ratnim zarobljenicima i o tragičnoj situaciji na području Banje Luke.[2]
- UN preuveličava brojke stradalih osoba poslije akcije Hrvatske vojske u bivšem Južnom sektoru,rekao novinarima u Kninu zapovjednik Zbornog mjesta Knin general Ivan Čermak.[2]
- Nakon 11.245 dana neprekidne opće opasnosti u Županji sirene danas oglasile njezin prestanak.[2]
- Hrvatske snage, nakon ulaska u Mrkonjić Grad, ovladale i HE Bočac, koja strujom opskrbljuje Banju Luku, a sam grad od sada na dometu hrvatskih topova.[2]
- U posljednjim akcijama Hrvatske vojske 9. listopada u Mrkonjić Gradu poginuo stožerni brigadir Andrija Matijaš Pauk, dozapovjednik 4. gardijske brigade, kojem je danas održana komemoracija u Marini pokraj Trogira.[2]
- Vojska bosanskih Srba trpi poraz za porazom, ali o tome se ne može pročitati ni u jednim beogradskim dnevnim novinama, javlja Francuski međunarodni radio - RFI.[2]
- Veleposlanici članica NATO-a u Bruxellesu suglasili se s koncepcijom multinacionalnih mirovnih snaga u BiH, koje bi otprilike imale 70.000 vojnika, od toga Amerikanci bi poslali u Bosnu između 20 i 25.000 vojnika. To će biti najveća vojna operacija u Europi nakon 2. svjetskog rata.[2]
- Američki predsjednik Clinton pozdravio sporazum o prekidu vatre u BiH, a Bijela kuća najavila da bi mirovni pregovori trebali započeti 31. listopada u SAD-u.[2]

### 13. listopada
- U samo mjesec dana hrvatske snage ovladale trima hidroelektranama u sjeverozapadnoj BiH: Maestralom 2 uzeti su HE Jajce 1 i HE Jajce 2, a Južnim pravcem HE Bočac.[2]
- Njemački tisak tvrdi da Amerikanci kriju podatke o masovnim likvidacijama u Srebrenici, gdje su Srbi masakrirali najmanje 3.000 Muslimana. Što više, Washington ima dokaze da je Beograd izravno vodio ofenzivu na Srebrenicu i sudjelovao u likvidaciji tamošnjih Muslimana.[2]
- Rusija prijeti NATO-u da će, ako se ne uspostavi rusko-američko zajedničko zapovjedništvo nad multinacionalnim snagama, na teritoriju pod kontrolom bosanskih Srba formirati svoje vojne baze.[2]

### 16. listopada
- Pobunjeni Srbi iz istočne Slavonije, Baranje i zapadnog Srijema čvrsto obećali u američkom vele poslanstvu u Zagrebu da će doći na nastavak pregovora s hrvatskim vlastima u Osijek.[2]
- Novi potpredsjednici HDZ-a, izabrani na Trećem općem saboru ove stranke u Zagrebu, su dr. Mate Granić, Gojko Šušak, Jadranka Kosor, Ivić Pašalić i dr. Franjo Gregurić.[2]
- Hrvati su skupo platili uspostavu svoje države i nikakve unije, asocijacije i federacije više ne dolaze u obzir. Suradnja da, dobri odnosi da, gospodarske veze da, ali bilo kakvi državni savezi s bilo kim definitivno ne - rekao u razgovoru za Večernji list ministar vanjskih poslova RH dr. Mate Granić.[2]
- Hrvatska je već sada regionalna sila - tvrdi u naslovu milanski dnevnik Il giornale, zbog vojnih uspjeha u krajini i uloge u vojnoj fazi rješavanja BiH krize, o kojoj izravno ovisi ishod ratnih operacija, te strateškog sporazuma sa SAD.[2]

### 17. listopada
- Nakon susreta u Rijeci sa Stoltenbergom i Galbraithom, ing. Šarinić izvijestio novinare da se najavljeni pregovori za sutra s pobunjenim Srbima u Osijeku neće održati, a međunarodni pregovarači će sada u Beograd da vide može li se uopće ići dalje. Što se Hrvatske tiče, naglasio Šarinić, naša pozicija je apsolutno čvrsta i nećemo popuštati.[2]
- U povodu smrti prof. Velimira Terzića, zastupnika u Zastupničkom domu Sabora i potpredsjednika HSLS-a, dugogodišnjeg političkog zatvorenika, koji je svoj čitav život posvetio Hrvatskoj, održana komemoracija u Splitu.[2]
- U Moskvi održan radni sastanak kontaktne skupine, a glavna tema skupa bila sudjelovanje ruske vojske u multinacionalnim snagama za održavanje mira u Bosni. Kozirev kategorički izjavio novinarima da će ruski vojnici ići u BiH i sudjelovati u mirovnim operacijama, ali da moraju imati ravnopravan status s vojnim snagama NATO-a.[2]
- Milošević zabranio ulazak na teritorij SRJ izaslanstvu bosanskih Srba koje je vodio Karadžić, jer da ga je prihvatio, morao bi ga uhititi i predati sucima u Haag.[2]
- Nadomak Banje Luke poginuo Ante Bužančić iz 72. bojne Vojne policije HV, posljednji poginuli hrvatski branitelj u Domovinskom ratu.Dominik Tomašević:  ZAPALIMO SVIJEĆU Na današnji dan stradao Ante Bužančić iz Splita, posljednji poginuli u Domovinskom ratu Dalmacija danas. 17. listopada 2018. Pristupljeno 18. srpnja 2020.[2]

### 18. listopada
- Predsjednik Republike Hrvatske dr. Franjo Tuđman primio u Predsjedničkim dvorima mađarskog premijera i predsjedavajućeg OESS-a Gyulu Horna, koji je potvrdio stav Mađarske da su istočna Slavonija, Baranja i zapadni Srijem sastavi dio Republike Hrvatske.[2]
- Amerika mora sudjelovati u nametanju mira na Balkanu jer je posrijedi njezin strateški interes - objašnjava predsjednik Clinton Kongresu potrebu slanja američkih snaga u BiH u sklopu mirovne operacije NATO-a.[2]
- Šef bonnske diplomacije Klaus Kinkel apelirao na sve strane u sukobu u bivšoj Jugoslaviji da smjesta prekinu ubojstva, silovanja, pustošenja i etnička čišćenja.[2]
- Američka vlada izabrala zrakoplovnu bazu Wright-Patterson u Daytonu, u saveznoj državi Ohio, kao mjesto mirovnih pregovora o BiH, objavio The Washington Post.[2]

### 19. listopada
- Predsjednik Tuđman primio u Zagrebu, u odvojenim posjetima, pomoćnika državnog tajnika SAD Richarda Holbrookea i prvog zamjenika ministra vanjskih poslova Ruske Federacije Igora Ivanova.[2]
- U Prijedoru i još nekim gradovima u sjevernoj Bosni pod srpskom kontrolom Muslimani su prisiljeni nositi bijele poveze na rukavima, a njihove su kuće označene bijelom bojom, rekao novinarima u Zagrebu zamjenik američkog državnog tajnika za humanitarna pitanja John Shattuck.[2]
- Hrvatska sudjelovala kao promatrač na summitu nesvrstanih u Kolumbiji. Hrvatska delegacija, na čelu s potpredsjednikom Vlade i ministrom vanjskih poslova dr. Matom Granićem potpisala uspostavu diplomatskih odnosa s Obalom Bjelokosti, Kostarikom, Etiopijom, Kenijom i Nepalom.[2]
- Nekoliko pješačkih bataljuna Vojske Jugoslavije, sastavljenih uglavnom od pripadnika rezervnog sastava specijalnih postrojbi, prešlo ovih dana u Baranju, a oko Vukovara se izgrađuju fortifikacije za ukopavanje vojske, a isto je primijećeno i na teritoriju SRJ, piše beogradska Naša borba.[2]
- U Zadru počelo suđenje 25-orici optuženih za ratni zločin počinjem 18. studenog 1991. godine u Škabrnji, kada su masakrirana 43 mještana ovog sela zadarskog zaleđa.[2]

### 20. listopada
- Pred glavnim ulazom u Policijsku upravu u Rijeci eksplodirala auto- bomba, poginuo podmetač bombe a više osoba ranjeno, uz to pričinjena velika materijalna šteta na zgradi i vozilima.[2]
- London prijevremeno povlači generala Ruperta Smitha iz Bosne, gdje je proteklih devet mjeseci bio glavni zapovjednik vojnih snaga UN-a, navodno zbog nedovoljne odlučnosti.[2]
- Savez židovskih općina Jugoslavije prosvjedovao u Beogradu zbog knjige Ratibora Đurdevića Rugobe i laži američke demokracije, u kojoj se govori o svjetskoj zavjeri bogatih Židova da razbiju Jugoslaviju.[2]

### 21. listopada
- Hrvatski predsjednik dr. Franjo Tuđman otputovao iz Zagreba u New York na obilježavanje 50. obljetnice Ujedinjenih naroda. Tijekom svog boravka u SAD-u dr. Tuđman će se sastati i s predsjednikom Clintonom, a obratit će se Generalnoj skupštini UN-a govorom.[3]
- Ruski ultranacionalist Vladimir Žirinovski, prigodom posjeta Srbiji, sastao se sa svojim kolegom Vojislavom Šešeljem, a primio ga je i patrijarh Pavle.[3]
- U američkom Kongresu ima mišljenja da bi se sudjelovanje američkih vojnika u BiH moglo produžiti i na pet godina, čime bi se troškovi operacije popeli na oko 12 milijardi dolara.[3]
- Egipatska militantna skupina Gama al-Islamija preuzela odgovornost za podmetanje auto-bombe u Rijeci, javlja agencija Reuter iz Kaira.[3]

### 22. listopada
- Predsjednik RH dr. Franjo Tuđman govorio u New Yorku na Općoj skupštini UN-a u povodu 50. obljetnice Ujedinjenih naroda, te naglasio da Hrvatska insistira na pravednom miru, uz nadanje da neće morati silom oslobađati zadnji okupirani dio svog teritorija, ali upozorio da je Hrvatska spremna poduzeti i druge korake ako to pitanje ne bude ugrađeno u završni mirovni plan.[3]
- Ratni zločinac Željko Ražnatović Arkan opet je na okupiranom području Slavonije, nakon poraza u Bosni, koje je uspio pretvoriti' u pobjede i sada zaziva nove ratne sukobe.[3]
- Netko uvijek pobijedi, pa bilo to i malo po malo. A pobjednik koji je izišao iz četiri godine rata na Balkanu jest Hrvatska, piše španjolski dnevnik El Pais.[3]
- Samoproglašena republika srpska' pokušava ilegalno naplatiti porez od Srba koji žive u Australiji, priopćila australska vlada.[3]

### 23. listopada
- Razradom 11 točaka o načelima za pregovore o mirnoj reintegraciji okupiranih područja u državnopravni sustav Hrvatske u Osijeku nastavljeni pregovori predstavnika hrvatskih vlasti i pobunjenih Srba iz istočne Slavonije, Baranje i zapadnog Srijema.[3]
- Predsjednik Tuđman sastao se u New Yorku sa slovenskim predsjednikom Milanom Kučanom i ministrom vanjskih poslova Njemačke Klausom Kinkelom.[3]
- Govoreći na Općoj skupštini UN-a američki predsjednik Bill Clinton rekao da će SAD tražiti od zaraćenih strana da postignu mirovni sporazum, a zatim će pomoći u provođenju sporazuma.[3]
- Bosanski Srbi izabrali pregovarače za Dayton. U sklopu izaslanstva SRJ njih će predstavljati potpredsjednik Nikola Koljević, predsjednik parlamenta Momčilo Krajišnik i ministar vanjskih poslova Aleksa Buha.[3]

### 24. listopada
- Na trilateralnom sastanku u prostorijama misije Republike Turske u New Yorku predsjednici Tuđman, Demirel i Izetbegović potpisali Deklaraciju o BiH, u kojoj se daje potpora neovisnosti, suverenitetu i teritorijalnom integritetu BiH, te zahtijeva okončanje srpske okupacije istočne Hrvatske.[3]
- Predsjednik Tuđman u New Yorku se sastao s češkim predsjednikom Vaclavom Havelom.[3]
- Na konferenciji MUP-a u Zagrebu novinarima priopćeno da je u operativnoj akciji Zenit uhićeno 13 srpskih špijuna, koji su prikupljali obavještajne podatke za vojsku Jugoslavije, a obavještajni punktovi u inozemstvu bili su im Kopar, Trst i Insbruck.[3]
- Njemačka potvrdila sudjelovanje svojih mirovnih postrojbi u BiH.[3]
- Istraga ratnih zločina u Vukovaru završena je i uskoro će biti podignute optužnice, svakako prije kraja ove godine, najavio tužitelj Međunarodnog suda za ratne zločine u bivšoj Jugoslaviji Richard Goldstone na predavanju u Ženevi.[3]

### 25. listopada
- Zadnjeg dana boravka u SAO-u predsjednik Tuđman razgovarao s američkim predsjednikom Clintonom, koji je izrazio američku podršku hrvatskim stajalištima u rješavanju problema okupiranih područja Hrvatske.[3]
- Predsjednik Tuđman vratio se u Zagreb iz posjeta SAD-u.[3]
- Ponovno u prometu, nakon pune četiri godine, dionica željezničke pruge Knin - Zadar.[3]
- U Erdutu nastavljeni pregovori hrvatskog izaslanstva i lokalnih Srba, a razgovaralo se o prijelaznom razdoblju.[3]
- U sklopu otkrivanja masovnih grobnica na oslobođenom području, u Širokoj Kuli, naselju između Ličkog Osika i Ljubova, otkrivena masovna grobnica s tijelima 11 civila uglavnom starije dobi, ali ima i djece.[3]
- Mirovni pregovori u Daytonu odgođeni za jedan dan, na 1. studenoga, jer će se predsjednici Tuđman, Milošević i Izetbegović 31. o.m. sastati u Moskvi s ruskim predsjednikom Borisom Jeljcinom, priopćeno iz State Departmenta.[3]
- Italija i formalno obavijestila NATO da je spremna sudjelovati u njegovoj operaciji održavanja mira u BiH, ali nudi deset puta manje vojnika od njezinih europskih partnera.[3]
- Američki državni tajnik Warren Christopher nadgledat će pregovore u Daytonu, a zatim će taj posao prepustiti glavnom američkom pregovaraču Richardu Holbrookeu, javlja agencija AP.[3]
- Milošević se negdje u okolici Beograda sastao s ratnim zločincem Karadžićem, koji je predvodio delegaciju bosanskih Srba, a bio ga je dužan uhititi.[3]
- U razgovorima vođenim u New Yorku predsjednik Tuđman predložio kolegi Kučanuda problem Piranskog zaljeva riješe tako da Hrvatska zauzvrat što bi Slovenija dobila izlaz na otvoreno more dobije cestovne koridore za Austriju i Italiju, pišu slovenski mediji.[3]

### 26. listopada
- Predsjednik Tuđman razgovarao u Zagrebu s predsjednikom i potpredsjednikom Federacije BiH, Zubakom i Ganićem, o što bržem oživotvorenju hrvatsko-bošnjačke Federacije.[3]

### 27. listopada
- Vladin Ured za prognanike priopćio da Hrvatska skrbi za 406.173 prognanika i izbjeglice.[3]
- Zbog bolesti ruskog predsjednika Jeljcina odgođen najavljeni sastanak predsjednika Tuđmana, Miloševića i Izetbegovića u Moskvi.[3]
- Pripremljen nacrt mirovnog plana za BiH, o kojem bi pregovori trebali početi u srijedu u Daytonu, rekao za Washington post Richard Holbrooke.[3]
- Bosanski Srbi će na pregovorima u Daytonu tražiti povrat svojih gradova, koje su okupirale hrvatske i bosanske snage, izjavio Radovan Karadžić, prenosi vijest paljanske agencije Srna France Presse.[3]

### 28. listopada
- U cijeloj Hrvatskoj započela, pred sutrašnje izbore za Sabor RH, izborna šutnja. Glasovat će moći 3 601.313 birača u Hrvatskoj i 364.951 hrvatski državljanin u inozemstvu. U utrci za zastupničke mandate je 31 stranka.[3]
- Predsjednik Tuđman primio u Predsjedničkim dvorima u oproštajni posjet posebnog izaslanika glavnog tajnika UN-a Yasushija Akashija.[3]
- Novi posebni izaslanik glavnog tajnika UN-a Kofi Annan stiže u Zagreb 2. studenog, izvijestio zagrebački stožer UNCRO-a.[3]
- Nakon pet sati čekanja, pregovori s pobunjenim Srbima u Osijeku nisu održani, jer je srpska strana odbila doći, vjerujući da time odugovlači potpisivanje najavljenog sporazuma.[3]
- Rusija i SAD dogovorile se djelomično o slanju zajedničke postrojbe u BiH, priopćili američki ministar obrane Perry i njegov ruski kolega Gračov u Fort Rileyju.[3]
- Američka strana na posrednim pregovorima u Daytonu podnijet će sudionicima sastanka nacrte šest sporazuma za mir u BiH: nacrte mirovnog sporazuma, sporazuma o ustavnim pitanjima, izborima, razdvajanju snaga, izbjeglicama, te o obnovi, rekao je u Washingtonu glasnogovornik State Departmenta Nicholas Burns.[3]
- Hrvatski veleposlanik pri UN-u Mario Nobilo poslao pismo Vijeću sigurnosti, zatraživši da poduzme mjere kojima bi se međunarodnim promatračima omogućio pristup na područje Banje Luke, odakle je nestalo oko 3.000 Muslimana i Hrvata.[3]

### 29. listopada
- Građani Hrvatske danas na 6.684 biračka mjesta u zemlji i 239 u inozemstvu birali zastupnike u Zastupnički dom Sabora Republike Hrvatske.[3]
- Trebinjski Srbi danas oko podneva, kada je najviše ljudi izišlo na birališta, iznenada dalekometnim topovima napali šire dubrovačko područje od Prevlake do Slanoga.[3]
- U američkom veleposlanstvu u Zagrebu razgovarali Šarinić, Galbraith i Stoltenberg o reintegraciji istočne Slavonije, a hrvatski pregovarač izjavio da pregovora s pobunjenim Srbima u istočnoj Slavoriiji više neće biti prije odlaska u SAD.[3]
- Odbijanjem potpisivanja sporazuma u Osijeku, kojeg su im ponudili Stoltenberg i Galbraith, pobunjeni Srbi samo potvrdili da neće i. ne žele prihvatiti mirnu reintegraciju istočnih hrvatskih područja u sustav Republike Hrvatske. Tako jedan od pregovarača, Slavko Dokmanović poručuje: Prije ću sebi odsjeći ruku nego tako što potpisati.[3]
- Nesrpski civili od 1992. godine robovski rade u srbijanskim ugljenokopima, objavljuje hamburški Der Spiegel.[3]
- SAD razmatraju mogućnost suspenzije ekonomskih sankcija protiv Srbije čim bude zaključen mirovni sporazum o BiH, izjavio u Washingtonu američki državni tajnik Christopher.[3]
- Procjenjuje se da je 6.000 Muslimana masakrirano u srpnju ove godine kada su Srbi osvojili Srebrenicu, piše The New York Times.[3]
- Njemačka humanitarna organizacija Kroatienhilfe Usinger-Land od početka Domovinskog rata u Hrvatsku dopremila 51 šleper pomoći.[3]

### 30. listopada
- Na izborima za Zastupnički dom Sabora Republike Hrvatske pobijedio HDZ, oporba pobijedila u gradu Zagrebu i Zagrebačkoj županiji.[3]
- Stanje u BiH razmjerno mirno, a vojni promatrači UN-a izvješćuju jedino o pojedinačnim oružanim ispadima, koji ne dovode u pitanje održavanje primirja. Postupno se uspostavlja sloboda kretanja, a prema Goraždu krenuo i konvoj s humanitarnom pomoći.[3]

### 31. listopada
- Predstavnik UNCRO-a Chris Janowski izjavio za Dario 16 kako je Željko Ražnatović zvan Arkan, prije nego što su u Sanski Most ušle vladine snage, sa svojom paravojnom postrojbom zatvorio veliki broj vojno sposobnih Muslimana.[3]
- U zrakoplovnu vojnu bazu u Daytonu (Ohio) doputovali predsjednici i delegacije Hrvatske, BiH i SRJ. Pregovori o Bosni počet će 1. studenoga. Srbijanski predsjednik, prije odlaska u SAD, zadržao se jedan dan u Moskvi, gdje je razgovarao s ruskim premijerom Černomirdinom.[3]
- Nizozemski ministar obrane Joris Voorhoeve osudio UN-ov plan uspostave sigurnosnih zona u Bosni i Hercegovini, koji je doveo do dramatičnog neuspjeha, a zbog Srebrenice izazvao veliku gorčinu.[3]